# Antonio García (kierowca)
Antonio García (ur. 5 czerwca 1980 roku w Madrycie) – hiszpański kierowca wyścigowy.

## Życiorys
García rozpoczął karierę w wyścigach samochodowych w 1997 roku od startów we Francuskiej Formule Renault Campus, gdzie trzykrotnie zwyciężał i sześciokrotnie stawał na podium. Pozwoliło mu to stanąć na najniższym stopniu podium klasyfikacji generalnej. W późniejszych latach pojawiał się także w stawce World Series by Nissan, FIA GT Championship, Formuły 3000, European Touring Car Championship, World Touring Car Championship, 24h Le Mans, Le Mans Series, American Le Mans Series, Grand American Rolex Series, 500km of Alcaniz oraz FIA World Endurance Championship.
W Formule 3000 Hiszpan pojawił się w siedmiu wyścigach sezonu 2001, jednak nigdy nie zdobywał punktów. W World Series by Nissan Garcia startował w latach 1998–2000, 2002–2003. W pierwszym sezonie startów wygrał dwa wyścigi. Uzbierane 99 punktów dało mu piąte miejsce w klasyfikacji generalnej. Rok później czterokrotnie stawał na podium oraz raz zwyciężał. Z dorobkiem 109 punktów uplasował się na szóstym miejscu w klasyfikacji końcowej. W 2000 roku do swoich statystyk mógł doliczyć cztery zwycięstwa i jedenaście podium. Pozwoliło mu to pokonać wszystkich rywali i (z dorobkiem 199 punktów) zdobyć tytuł mistrzowski. W 2002 roku był sklasyfikowany jeszcze na piątym miejscu (dwukrotnie stawał na podium), a rok później, po starcie w dwóch wyścigach, uplasował się na 21. miejscu.
W wyścigach wytrzymałościowych w klasie GT Antonio występował od 2006 roku. Do największych jego sukcesów należą zwycięstwa w 24-godzinnym wyścigu Le Mans w latach 2008-2009 (klasa GT1) oraz 2011 (klasa GTE Pro). W 2013 roku, po kilku latach startów w American Le Mans Series, zdobył wraz z Janem Magnussenem tytuł mistrzowski w klasie GTE Pro.
W 2002 roku Hiszpan pełnił funkcję kierowcy testowego zespołu Minardi w Formule 1.